# Christian Eisenberger
Christian Eisenberger (* 1978 in Semriach bei Graz) ist ein österreichischer bildender Künstler.

## Leben
Christian Eisenberger begann seine Ausbildung 1999 in der HTBLVA Graz-Ortweinschule in Graz. Anschließend studierte er von 2000 bis 2004 Transmediale Kunst in der Klasse von Brigitte Kowanz an der Universität für angewandte Kunst Wien. 2013 nahm Eisenberger auf Einladung der Galerie Krinzinger am Artist in Residence Programm der one world foundation in Sri Lanka teil.
Christian Eisenberger lebt und arbeitet in Wien und Semriach.

## Arbeit
Bekannt wurde der Künstler durch abertausende bemalte Pappkartons, die er zuerst noch anonym im öffentlichen Raum platzierte. Als Motive fanden sich darauf gesellschaftliche Außenseiter, wie Migranten oder Bettler. Später kamen die Fotos berühmter Figuren der Weltgeschichte zur Darstellung, zumeist versehen mit einem Heiligenschein. Typischerweise waren diese mit einer Zahl versehen, der letzte trug die Nummer 9975.1 Der ephemere Charakter dieser frühen Serie findet sich auch heute noch in zahlreichen Arbeiten.
Christian Eisenbergers Werk insgesamt widersetzt sich einer genauen Kategorisierung. Trotzdem wird es immer wieder mit Land Art, Konzeptkunst, Arte povera, Appropriation Art, Performance, Videokunst u. a. in Verbindung gebracht. Daneben finden sich aber auch zahlreiche Bezugspunkte zu klassischen Genres, wie (expressionistischer) Malerei und Skulptur. Ebenso zahlreich sind die Themen, um die das Werk kreist: Klassische Sujets der Kunstgeschichte (Leben, Tod, Vanitas-Motive) werden dabei ebenso behandelt, wie politische und institutionskritische Ansätze. Seine Kunst erschafft ein komplexes, aber keineswegs pathosreiches Universum. Der Künstler arbeitet typischerweise in Serien, einzelne Ansätze und Ideen werden oft über Jahre bearbeitet. Sein Werk wächst dabei nicht linear, sondern radiär.

## Ausstellungen
Einzelausstellungen (Auswahl)
- 2006 „Eisenberger, dies ist doch kein Porno!!“, Galerie Lisi Hämmerle, Bregenz (A)
- 2007 „UREX - best before“, Galerie Altnöder, Salzburg (A), „metastasen – tief“, Projektraum Viktor Bucher, Wien (A), „Quasi trentanove di fabre, Marco“, Dispari & Dispari Project, Reggio Emilia (I)
- 2008 „oxytocin-(p)-urex-ei“, Galerie Arve Opdahl, Berlin (D), „urexazerbationtelomereliktakuterusmetabolis“, Krems (A), Temporäre Installation in Il Giardino di Daniel Spoerri, Pescina (I), „Christian Eisenberger“, Galéria Mladých / Nitrianska Galéria, Nitra, (SK) (K)
- 2009 „pain-dings/bildung/sorge“, Galerie Altnöder, Salzburg (A), „Christian Eisenberger: PUREXRHINOTILLEXOMANIE 9813/19445/11164“, Galerie St. Georg, Karaköy-Istanbul (TR)
- 2010 IMG3171PSD[3], Galerie Konzett, Wien
- 2011 Employees Must Wash Hands Before Returning To Work, Galerie Pablo’s Birthday, New York City
- 2011 HYPERKOLLABORATIVE HYPOTHESENRELEKTOR 9975/22928/12100, ES contemporary art gallery, Meran
- 2012 TEAPOT @ Armory Show, NY, Soloshow Christian Eisenberger
- 2013 "Christian Eisenberger. Zensuriertes Schweigen. Der Unterschied liegt bei 12843 Tagen", Konzett Gallery, Wien (A)

Gruppenausstellungen (Auswahl)
- 2011 „Debut“, Villa Weiss, Ligist (A), „Dieter Roth, Miroslav Tichy, Franz West, Christian Eisenberger, Roberta Lima, Albert Mayr“, Galerie Konzett, Wien (A), "GOOD HUNT", Galerie Nitra, Nitra (SK) (K), "Eremitage", Venloerstraße 16, Köln, kuratiert von Philipp Noller (D), "Froschbärfant und andere Tiere in der Kunst", Galerie im Traklhaus, Salzburg (A) (K)
- 2012 Colombo Art Biennale – Becoming, Colombo Art Biennale, Colombo, Christian Eisenberger: Fotoarbeiten, im Rahmen des Monats der Fotografie, Galerie Konzett, Wien (A)
- 2012 Der Nackte Mann, Lentos Kunstmuseum Linz, Linz
- 2012 Escape the golden cage, International Exhibition of Urban Art, Wien
- 2012 Malerei: Prozess und Expansion, MUMOK, Wien
- 2012 Street and Studio, Kunsthalle Wien, Wien
- 2012 Triennale Linz 1.0, Gegenwartskunst in Österreich, Lentos Kunstmuseum Linz, Linz
- 2014 "André Butzer / Christian Eisenberger", Künstlerhaus KM–, Halle für Kunst & Medien, Graz

## Kunst im öffentlichen Raum
- 2002 Kunsthalle K2 in Semriach